# Jacques Ivanoff
Jacques Ivanoff est ethnologue, chercheur au CNRS dans un laboratoire rattaché au Muséum national d'histoire naturelle puis au Musée de l'Homme. Il travaille depuis le début des années 1980 auprès des Moken, nomades marins de l’archipel Mergui, dont les îles s’étirent le long du littoral de la Thaïlande et celui de la Birmanie.

## Biographie

### Question de succession
Le père de Jacques Ivanoff, Pierre Ivanoff, a réalisé plusieurs documentaires et enquêtes ethnographiques, notamment chez les Lacandons du Mexique et les Dayaks de Bornéo. Alors qu'aucun musée ne possède d’objets moken, il décide de partir en Thaïlande où il filme les Siamois, les Karen et les fumeurs d’opium. Il rencontre celui qui le met en contact avec « ses » premiers Moken à Phuket. Il remonte ensuite le littoral et arrive en Birmanie pour y découvrir une population moken. Ce groupe, dit de St-Matthew, Chadiak en moken, est celui qui plus tard l'accompagne en 1973-1974 lors d'une mission officielle où il trouve la mort. Le chaman de St-Matthew, Madah, avec qui Pierre Ivanoff travaillait en Thaïlande, deviendra plus tard l’informateur de son fils Jacques, entérinant le fait ethnique moken comme une question de succession. Cette relation permet l’obtention de données précieuses, mais présente également une approche et une sensibilité personnelle.

### Parcours
Après une maîtrise d’Histoire comparée des religions à la Sorbonne, Jacques Ivanoff part en 1981 dans l’archipel de Mergui (Myiek), composé de plus de 800 îles qui s’étirent sur plusieurs centaines de kilomètres le long du littoral de la Thaïlande et de la Birmanie. Il retrouve à Pak Chok, sur l’île de Ko Phra Thong (« son » village détruit complètement par le tsunami), un groupe de nomades marins moken et leur chaman Madah qui ont travaillé avec son père, Pierre Ivanoff,, mort parmi eux en 1974. Le groupe (dit de l'île de St Matthews (en)), qui est également établi à Ko Surin, voit en Jacques Ivanoff le successeur naturel de son père.
Jacques Ivanoff reste environ un an en Asie du Sud-Est sur ce qui deviendra son terrain de recherches scientifiques. Inscrit en thèse à l’EHESS sous la direction de Georges Condominas, il se familiarise avec la différence, l'altérité et l’exotisme. Comme le veut « la méthode Condo », il apprend le moken, une des langues austronésiennes. Il enregistre des centaines d’heures de mythes, épopées et contes, décrit la phonologie de la langue moken et explique « l’idéologie nomade » qui a permis les migrations austronésiennes parties de Taïwan il y a plus de 3 500 ans (« out-of-Taiwan Theory » de Peter Bellwood et James Fox, ou « Nusantao »).
Il soutient en janvier 1989 sa thèse de doctorat, Les Naufragés de l’histoire. Les jalons épiques de l’histoire Moken.
Dernier membre élu du CeDRASEMI (décembre 1984), il s’inscrit clairement dans une tradition monographique française dont Georges Condominas était le chantre.
Après son entrée au CNRS en 1992, il co-fonde l'IRSEA à Marseille, puis devient responsable adjoint de l’unité de recherche « Technique et Cultures ». Dans le cadre de la responsabilité du PICS 252 (Programme international de coopération scientifique) entre le CNRS et l'université Prince de Songhkla en Thaïlande (1988-1997) portant sur le développement de petites unités hévéicoles à Patani, il redécouvre et traduit des centaines d’heures de tradition orale des Malais du sud de la Thaïlande. Il développe deux nouveaux axes de recherche : l'un sur l'ethnologie des substances, l'autre sur l'ethno-agronomie, révélant les « freins à l'innovation technique ».
Il élargit son regard à l’ensemble des Austronésiens de Thaïlande du Sud et développe, dans The Cultural Roots of Violence in Malay Southern Thailand un travail plus large sur les migrations, les frontières et les violences endémiques de la région en expliquant leurs racines culturelles.
Après avoir été un des premiers occidentaux à pénétrer en Birmanie après la réouverture du pays dans les années 1990, et certainement le premier Occidental à explorer l'archipel Mergui depuis 1962, Jacques Ivanoff retourne chez les Moken lors de la réouverture de l’archipel en 1997. Il sillonne, à bord d’un cargo, les îles encore inconnues de l’Occident. Il est alors accompagné de Maxime Boutry qui prépare sous sa direction sa thèse de doctorat sur les relations entre la minorité nomade moken et les pêcheurs birmans. Il est ensuite le premier chercheur nommé à l’IRASEC pendant quatre ans (2008-2012). Il y publie Thaïlande contemporaine et La Monnaie des frontières avec Maxime Boutry et Thaïlande : Aux origines d'une crise.
Il rentre en France en 2012 et intègre le Museum national d'histoire naturelle. Il co-coordonne la publication d'Art et Ethnocentrisme en 2013. Il publie, dans The “Moving” Frontiers of Burma (Moussons) coordonné par Maxime Boutry, l'article des périphéries « utiles ».
Il a développé une anthropologie spécifique qui l’a rapproché du concept de Zomia, cet espace libertaire défini par James Scott, comme lieu choisi par des ethnies pour ne pas tomber dans les rets de l’État.

## Publications
Jacques Ivanoff a publié une trentaine d’ouvrages personnels et collectifs et plus d’une centaine d’articles.

### Ouvrages personnels
- Bonem et la reine Sibiane, éditions Hatier, coll. « Pali Mali », 1995, 64 p.
- (en)  F. N. Cholmeley et P. Ivanoff, Moken, Sea-Gypsies of the Andaman Sea. Post-war Chronicles, trad. Francine Nicolle, White Lotus Press, Bangkok, 1997, 159 p.
- (en) The Moken Boat: Symbolic Technology, White Lotus Press, Bangkok, translated by Francine Nicolle, 1999, 171 p.
- (en) Rings of Coral. Moken Folktales, ill. Luca Gansser, trad. Francine Nicolle, White Lotus Press, 490 p., 2001.
- (en) P. Ivanoff avec T. Lejard et L. et G. Gansser, A Journey Through the Mergui Archipelago, White Lotus Press, Bangkok, 2002, 234 p. [trad. Mergui et les limbes de l’archipel oublié. Impressions, observations et descriptions de quelques îles au large du Ténasserim, White Lotus Press/Kétos-Anthropologie maritime ]
- Les Naufragés de l’histoire. Les jalons épiques de l’identité moken, Les Indes Savantes, Paris, préface de Georges Condominas, 2004, 593 p.
- (en) The Cultural Roots of Violence in Malay Southern Thailand (2 vol.), White Lotus/Irasec, 2011, First volume, 333 p.
- Ballade dans l’archipel Mergui, catalogue de l’exposition itinérante Reflet Moken (anglais, français, thaïlandais, birman), 2011, 36 p.